# カイホスロ (ムフラニ公)
ムフラニ公カイホスロ（グルジア語: ქაიხოსრო მუხრანბატონი、グルジア語ラテン翻字: Kaikhosro Mukhranbatoni、1582年 – 1629年10月3日）は、カルトリ王国バグラティオニ王家の傍系であるムフラニ家の貴族（タヴァディ）。1625年、兄テイムラズ1世の戦死を受けてムフラニのバトニ（公）の地位を継承した。内カルトリ軍管区の職権上の司令官であり、カルトリ王国の摂政も務めた。1626年の内戦ではギオルギ・サアカゼに味方し、カヘティ王テイムラズ1世と対立した。その後カイホスロはサアカゼらとともにオスマン帝国に亡命。3年間の軍務を経た後、反逆罪でサアカゼとともに処刑された。

## 生涯
カイホスロはムフラニ公ヴァフタング1世の息子であり、テイムラズ1世の弟であった。1625年に兄テイムラズがサファヴィー朝イランとの戦闘（マラブダの戦い）で戦死すると、カイホスロはムフラニの領地を継承した。カイホスロはサファヴィー朝の覇権に対する反乱時に摂政となる手助けをした将軍ギオルギ・サアカゼと同盟を結んでいたが、当時対立関係にあったアラグヴィ公ズラブ1世はこの同盟に不快感を示した。ズラブの弟ギオルギはカイホスロの娘エレネと結婚していたことから、弟ギオルギが陰謀に加担していると考えるようになり、ズラブは弟ギオルギの目を潰した。サアカゼはカヘティ王テイムラズ1世がカルトリの王位にも就こうとする動きを阻止しようとしていたことから、ズラブはこれに対抗してテイムラズ1世と同盟を結んだ。
1626年、ジョージアの貴族間の対立は、内戦へと発展した。サアカゼとカイホスロらは、カヘティ王テイムラズ1世とその同盟軍と戦い、敗北した（バザレティの戦い）。敗れたサアカゼとカイホスロらはオスマン帝国に亡命、そこで皇帝ムラト4世の軍務に就いた。一方でカイホスロの子供たちや甥たちは、ジョージア西部のイメレティ王国に避難した。サアカゼとカイホスロは、ともにオスマン帝国の宮廷での陰謀に巻き込まれ、犠牲となった。彼らは反逆罪で告発され、1629年に大宰相ヒュスレヴ・パシャの命令で斬首刑に処せられた。

## 結婚と子女
カイホスロ公は、グリア公マミア2世の娘ティナティンと結婚した。二人の間には3人と息子と3人の娘が生まれた。
- アショタン（1697年没） - ムフラニ公（1688年–1692年）
- バグラト（wikidata）（fl. 1618 – c. 1622） - アミラフヴァリ家（グルジア語版）の娘ケテヴァン（wikidata）と結婚し、息子2人――シモンとニコロズ（後のボルニシ司教）――をもうけた。バグラトの子孫は1795年まで繁栄した。
- ドメンティ（グルジア語版）（1676年没） - ジョージアのカトリコス総主教（英語版）（1660年–1676年）
- デディシメディ（1671年没） - 下サツィツィアノ公パプナ・ツィツィシヴィリ（1663年没）と結婚
- エレネ（1675年以降没） - アラグヴィ公（グルジア語版）ヌグザル（グルジア語版）の息子ギオルギ（wikidata）（1647年以降没）と結婚
- ティナティン - ダヴィティシヴィリ家のエリズバルと結婚[5]

## 関連作品

### 小説
- アンナ・アントノフスカヤ（ロシア語版）の小説『大モウラヴィ（ロシア語版）』の登場人物のモデル